# Yaqian (köpinghuvudort i Kina, Zhejiang Sheng, lat 30,16, long 120,40)
Yaqian är en köpinghuvudort i Kina. Den ligger i provinsen Zhejiang, i den östra delen av landet, omkring 25 kilometer sydost om provinshuvudstaden Hangzhou. Antalet invånare är 35 200. Befolkningen består av 17 307 kvinnor och 17 893 män. Barn under 15 år utgör 13,0 %, vuxna 15-64 år 78 %, och äldre över 65 år 8,0 %.
Runt Yaqian är det tätbefolkat, med 613 invånare per kvadratkilometer. Närmaste större samhälle är Qianqing, 4,1 km söder om Yaqian. I omgivningarna runt Yaqian växer huvudsakligen savannskog.
Genomsnittlig årsnederbörd är 1 869 millimeter. Den regnigaste månaden är juni, med i genomsnitt 328 mm nederbörd, och den torraste är november, med 74 mm nederbörd.